# Thyone (Mond)
Thyone (auch Jupiter XXIX) ist einer der kleinsten bekannten äußeren Monde des Planeten Jupiter.

## Entdeckung
Thyone wurde am 11. Dezember 2001 von Astronomen der Universität Hawaii entdeckt. Sie erhielt zunächst die vorläufige Bezeichnung S/2001 J 2.
Benannt wurde der Mond nach Thyone, einer Geliebten des Zeus  aus der griechischen Mythologie.

## Bahndaten
Thyone umkreist Jupiter in einem mittleren Abstand von 20.940.000 km in 627 Tagen und 7 Stunden. Die Bahn weist eine  Exzentrizität von 0,229 auf. Mit einer Neigung von 148,5° gegen die lokale Laplace-Ebene ist die Bahn retrograd, d. h., der Mond bewegt sich entgegen der Rotationsrichtung des Jupiter um den Planeten.
Aufgrund ihrer Bahneigenschaften wird Thyone der Ananke-Gruppe, benannt nach dem Jupitermond  Ananke, zugeordnet.

## Physikalische Daten
Thyone besitzt einen mittleren Durchmesser von etwa 4 km. Ihre Dichte wird auf 2,6 g/cm³ geschätzt. Sie ist vermutlich überwiegend aus silikatischem Gestein aufgebaut. Thyone weist eine sehr dunkle Oberfläche mit einer Albedo von 0,04 auf, d. h., nur 4 % des eingestrahlten Sonnenlichts werden reflektiert. Ihre scheinbare Helligkeit beträgt 22,3m.